# Cyperus leiocaulon
Cyperus leiocaulon är en halvgräsart som beskrevs av George Bentham. Cyperus leiocaulon ingår i släktet papyrusar, och familjen halvgräs. Inga underarter finns listade i Catalogue of Life.